# ملتهمة الحمض الفولفارتية
ملتهمة الحمض الفولفارتية (الاسم العلمي: Acidovorax wohlfahrtii) هي نوع من البكتيريا، سلبية الغرام، تتبع جنس ملتهمة الحمض.